# Austrophya mystica
Austrophya mystica är en trollsländeart som beskrevs av Tillyard 1909. Austrophya mystica ingår i släktet Austrophya och familjen skimmertrollsländor. Inga underarter finns listade i Catalogue of Life.